# Calli Cox
Calli Cox, née le 26 février 1977 à Robinson dans l'Illinois, est une actrice pornographique américaine.

## Biographie
Avant d'entrer dans le X, elle obtint son diplôme de professeur à l'université Eastern Illinois University. Après avoir enseigné un an, elle décida de faire de la danse son métier à plein temps. Elle arriva dans le porno via Playboy TV, joua dans son premier film pornographique en 2001 et devient célèbre après Shane's World.
Calli est apparue dans plus de 140 films, qui appartiennent quasiment tous au genre gonzo. Parmi tous ses films, elle déclara que ses préférés sont : North Pole 23 (où elle fait la jaquette d'un film pour la première fois), Service Animals 2 (nommé pour l'AVN Award pour la meilleure scène de sexe de groupe), Young and Tight 2 (également nommé pour l'AVN Award pour la meilleure scène de sexe de groupe), Naughty College School Girls 13 et Shane’s World 29.
Elle fut un temps la compagne de l'acteur porno Lexington Steele avec qui elle a eu un garçon.
Elle a arrêté les films en 2003 mais continue de travailler dans l'industrie.

## Récompenses et nominations
- 2002 : Adult Stars Magazine – Best Newcomer
- 2002 : AVN Award nominee – Best New Starlet
- 2002 : AVN Award nominee – Best Group Sex Scene (Video) – Service Animals 2
- 2002 : AVN Award nominee – Best Group Sex Scene (Video) – X-Rated Auditions 3
- 2003 : AVN Award nominee – Female Performer of the Year
- 2003 : AVN Award nominee – Best Sex Scene Coupling (Video) – Shane's World 30